# Józef Górniak
Józef Górniak (ur. 19 marca 1926 w Białutach) – polski inżynier mechanik, polityk, poseł na Sejm PRL VIII kadencji.

## Życiorys
W 1949 wstąpił do Związku Młodzieży Polskiej, w latach 1950–1954 był przewodniczącym Zarządu Zakładowego ZMP. Do Polskiej Zjednoczonej Partii Robotniczej wstąpił w 1951. Od 1949 pracował w fabryce „Ursus”. W 1966 uzyskał tytuł zawodowy inżyniera mechanika na Politechnice Warszawskiej. W latach 1980–1985 pełnił mandat posła na Sejm PRL VIII kadencji w okręgu Warszawa Ochota z ramienia PZPR. Zasiadał w Komisji Handlu Zagranicznego, Komisji Rolnictwa i Przemysłu Spożywczego, Komisji Górnictwa, Energetyki i Wykorzystania Zasobów Naturalnych, Komisji Współpracy Gospodarczej z Zagranicą i Gospodarki Morskiej.

## Ordery i odznaczenia
- Order Sztandaru Pracy II klasy
- Krzyż Kawalerski Orderu Odrodzenia Polski
- Złoty Krzyż Zasługi
- Srebrny Krzyż Zasługi
- Medal 30-lecia Polski Ludowej
- Brązowy Medal „Za zasługi dla obronności kraju”
- Złota Odznaka im. Janka Krasickiego
- Srebrna Odznaka im. Janka Krasickiego